# 차히아깅 엘벡도르지
차히아깅 엘벡도르지(몽골어: Цахиагийн Элбэгдорж Tsakhiagiin Elbegdorj, 문화어: 짜히아긴 엘베그도르쥐, 1963년 3월 30일 ~ )는 몽골의 제4대 대통령, 정치인이다. 1998년과 2004년 ~ 2006년 두 차례 총리를 지냈으며, 2009년 5월 대통령 선거에서 당선되었다.

## 생애
서부 허브드주 출신이다. 소련 우크라이나의 리보프에 유학했다. 소련에서 개방 정책인 글라스노스트 운동을 목격했다. 1989년 ~ 1990년 민주화 이후 민주동맹에 참여했다. 한편 1990년 몽골 최초의 민간 신문사를 창간하여 언론 활동을 했다. 이와 함께 1990년 국회의원으로 선출되었다. 1996년 민주동맹 원내대표, 1998년 국회부의장을 맡았다. 1998년 4월 총리로 선출되었으나, 의회와의 대립으로 12월 불신임되어 물러났다.

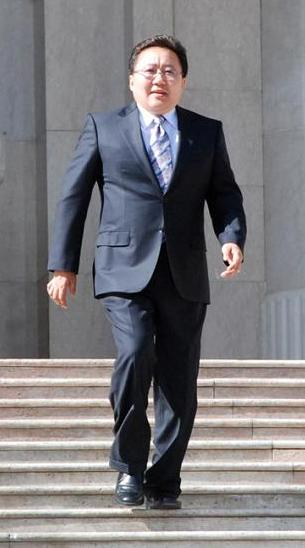
차히아깅 엘벡도르지

그 후 2000년 민주동맹은 타 당과의 합병과 분할을 통해 민주당으로 개편되었고, 그는 민주당 창당에 주도적인 역할을 담당했다. 그러나 그 해 총선에 출마하지 않았고, 미국으로 유학, 콜로라도 대학교와 하버드 대학교에서 정치학과 행정학 학위를 취득하였다. 몽골로 돌아온 후 2004년 총선을 이끌었으며, 최다의석은 몽골 인민당이 차지했으나, 대연정을 구성하여 그가 총리로 취임하였다. 총리 취임 후 대대적인 부패 척결과 개혁 정책을 추진하여 국민들에게 큰 인상을 남겨주었다. 2006년 초, 몽골 인민당의 반대로 총리직에서 물러났다.
2008년 총선에서는 그가 이끄는 민주당은 의석을 많이 잃었으며, 여당이 조작한 부정선거라는 논란 속에 몽골 정국은 큰 혼란속에 빠져들었다. 이후 혼란이 계속되는 가운데 그는 2009년 대통령 선거에 출마하였으며, 51.24%의 득표율로 남바링 엥흐바야르 대통령을 누르고 당선되었다. 2013년 6월 26일 치러진 대통령 선거에서 50.23% 득표율로 재선에 성공하였고 2017년 7월 10일에 정권을 할트마깅 바톨가에게 이양해주고 대통령 자리에 내려왔다.

## 역대 선거 결과
| 선거명      | 직책명        | 대수 | 정당   | 득표율 | 득표수    | 결과 | 당락 |
| ----------- | ------------- | ---- | ------ | ------ | --------- | ---- | ---- |
| 2009년 선거 | 몽골의 대통령 | 4대  | 민주당 | 51.93% | 562,718표 | 1위  |      |
| 2013년 선거 | 몽골의 대통령 | 4대  | 민주당 | 50.89% | 622,794표 | 1위  |      |